# Meelva järv
Meelva järv (Meelvasjön) är en sjö i sydöstra Estland. Den ligger i Räpina kommun i landskapet Põlvamaa, 210 km sydost om huvudstaden Tallinn. Meelva järv ligger 42 meter över havet. Arean är 0,76 kvadratkilometer och sjöns största djup är 3,2 meter. Den avvattnas söderut av ån Toolamaa oja som är ett 4 km långt vänsterbiflöde till Võhandu jõgi. Norr om sjön ligger sumpmarken Meelva soo. 